# New Lenox (Illinois)
New Lenox – wieś w Stanach Zjednoczonych, w stanie Illinois, w hrabstwie Will.